# Glacier Whitewater
Le glacier Whitewater (en anglais : Whitewater Glacier) se trouve dans l'État de l'Oregon, aux États-Unis. Le glacier est situé dans la chaîne des Cascades, sur le flanc est et nord-est du mont Jefferson à une altitude supérieure à 2 300 mètres.